# Alfonso Pinto
Alfonso Pinto (* 4. Oktober 1978 in Torre Annunziata) ist ein ehemaliger italienischer Boxer.

## Erfolge
Alfonso Pinto gewann 2004 jeweils die Silbermedaille bei den Europameisterschaften in Kroatien und den EU-Meisterschaften in Spanien. Er war dabei in den Finalkämpfen gegen Sergei Kasakow und Jérôme Thomas ausgeschieden, während er in den vorherigen Runden Conor Ahern, Wladislaw Sokolow, Salim Salimow, Dávid Oltványi und Alexander Alexandrow besiegt hatte. Bei den Olympischen Sommerspielen 2004 in Griechenland schlug er Effiong Asuquo und Carlos Tamara, unterlag dann im Viertelfinale gegen Atagün Yalçınkaya und schied somit auf dem fünften Platz aus.
2005 gewann er gegen Łukasz Maszczyk und Iulius Poczo die EU-Meisterschaften in Italien und gegen Redouane Bouchtouk, Kelvin de la Nieve und Amjad Aouda auch die Mittelmeerspiele in Spanien.
2006 erkämpfte er erneut den Vize-Europameistertitel bei den Europameisterschaften in Bulgarien, als er nach Siegen gegen Łukasz Maszczyk, Amine Lamiri und Mumin Veli, im Finale gegen David Hajrapetjan unterlag. Eine weitere Silbermedaille gewann er bei den EU-Meisterschaften 2006 in Ungarn, als er gegen Rédouane Asloum und Gergő Szalai ins Finale einzog und dort diesmal gegen Łukasz Maszczyk verlor.
Nachdem er sich nicht für die Olympischen Spiele 2008 hatte qualifizieren können, gewann er 2009 noch eine Bronzemedaille bei den Mittelmeerspielen 2009 in Italien nach Halbfinalniederlage gegen Jérémy Beccu.
Darüber hinaus ist Pinto Italienischer Meister im Halbfliegengewicht 1998, 1999, 2001, 2002, 2003, 2004, 2005, 2006 und 2007, sowie Italienischer Meister im Fliegengewicht 2008.